# Марков, Пётр Иванович
Пётр Иванович Марков (1790—?) — русский государственный деятель, тайный советник, член Совета Государственного контроля Российской империи, помощник государственного контролёра.

## Биография
Родился в городе Санкт-Петербурге в дворянской семье Марковых.
С 1821 года был назначен советником 1-го отдела Департамента путей сообщения Главного управления путей сообщения. С 1823 года младший столоначальник в Государственной Экспедиции для ревизии счетов Главного управления ревизии государственных счетов.
В 1826 году произведён в титулярные советники. В 1833 года в коллежские асессоры.
В 1834 году назначен обер-контролёром 2-го отделения Контрольной комиссии ведомства путей сообщения Главного управления ревизии государственных счетов. В 1836 году произведён в надворные советники, в 1840 в коллежские советники.
С 1840 года назначен обер-контролёром 1-го отделения Контрольного департамента Гражданских отчётов Главного управления ревизии государственных счетов. В 1843 году произведён в статские советники.
С 1845 года назначен членом общего присутствия Контрольного департамента Гражданских отчётов ГУРГС. В 1849 году произведён в действительные статские советники.
С 1849 года назначен генерал-контролёром Контрольного департамента Гражданских отчётов Государственного контроля.
С 1853 года назначен членом Совета Государственного контроля и помощником государственного контролёра.
С 1859 года в отставке с производством в тайные советники.

## Награды
- Орден Святого Станислава 3 степени;
- Орден Святой Анны 3 степени;
- Орден Святого Станислава 2 степени;
- Орден Святой Анны 2 степени с Императорской короной;
- Орден Святого Владимира 4 степени;
- Орден Святого Владимира 3 степени[1].

## Семейные связи
- Был женат на Любови Александровне Дубянской, её отцом был Александр Яковлевич Дубянский — полковник и георгиевский кавалер, дедом Яков Фёдорович Дубянский — офицер и известный деятель масонства, а прадедом Фёдор Яковлевич Дубянский — духовник императриц Елизаветы Петровны и Екатерины II.

Дети:
- Георгий;
- Владимир (1837—1910) — статский советник, редактор «Санкт-Петербургского Земского Вестника», известный земский деятель;
- Александр;
- Мария — замужем за тайным советником Платоном Алексеевичем Вакаром;
- Надежда;
- Любовь.